# Suhardi Hassan

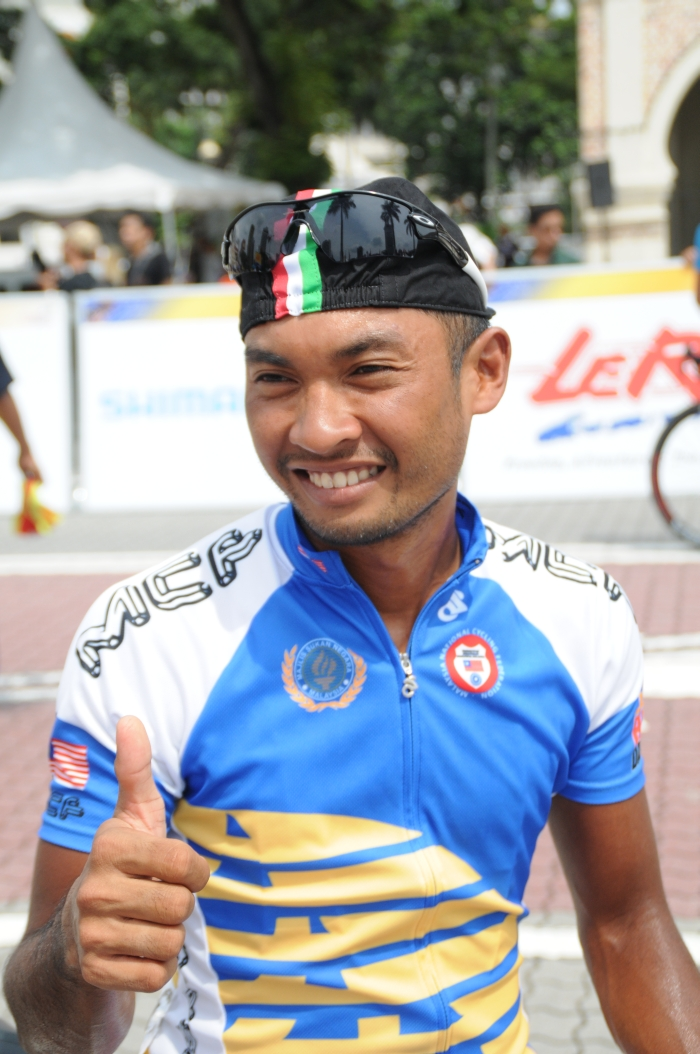
Suhardi Hassan

Suhardi Hassan (* 7. April 1982) ist ein malaysischer Radrennfahrer.
Suhardi Hassan konnte 2004 die Gesamtwertung der Jelajah Malaysia für sich entscheiden. Im nächsten Jahr fuhr er für das malaysische Proton T-Bikes Cycling Team, wo er bei den Südostasienspielen auf den Philippinen die Goldmedaille im Straßenrennen gewann. In der Saison 2007 gewann Hassan die sechste Etappe der Tour of Negri Sembilan. Bei den Südostasienspielen 2007 im thailändischen Nakhon Ratchasima konnte er seinen Titel nicht verteidigen, gewann aber die Silbermedaille. 2008 wurde Hassan malaysischer Vizemeister im Straßenrennen.

## Erfolge
2004
- Gesamtwertung Jelajah Malaysia

2005
- Südostasienspiele – Straßenrennen

2007
- eine Etappe Tour of Negri Sembilan
- Südostasienspiele – Straßenrennen

2010
- eine Etappe Jelajah Malaysia

## Teams
- 2009 MNCF Cycling Team